# Superstars Series 2007
Le Superstars Series 2007 sono la quarta stagione del Campionato Italiano Superstars e la prima dell'International Superstars Series.
Il campionato italiano è stato vinto da Gianni Morbidelli, pilota dell'Audi e il campionato internazionale da Giuliano Alessi, pilota della BMW.

## Piloti e team
| Team                | Vettura         | No. | Pilota               | Gare        |
| ------------------- | --------------- | --- | -------------------- | ----------- |
| Jaguar Dealers Team | Jaguar S-Type R | 1   | Massimo Pigoli       | Tutte       |
| Jaguar Dealers Team | Jaguar S-Type R | 2   | Alessandro Balzan    | Tutte       |
| Audi Sport Italia   | Audi RS4        | 4   | Steven Goldstein     | Tutte       |
| Audi Sport Italia   | Audi RS4        | 44  | Giorgio Sanna        | Tutte       |
| Audi Sport Italia   | Audi RS4        | 45  | Gianni Morbidelli    | Tutte       |
| Audi Sport Italia   | Audi RS4        | 46  | Massimiliano Venturi | 4           |
| Audi Sport Italia   | Audi RS4        | 46  | Rinaldo Capello      | 6           |
| Lanza Motorsport    | BMW M5 E39      | 5   | Maurizio Strada      | 2, 8        |
| Lanza Motorsport    | BMW M5 E39      | 5   | Mauro Simoncini      | 5-6         |
| Lanza Motorsport    | BMW M5 E39      | 6   | Arturo Merzario      | 2, 8        |
| GASS Racing         | BMW M5 E39      | 7   | Alessandro Battaglin | 1–4, 6-8    |
| GDL Racing          | BMW 550i E60    | 11  | Francesco Ascani     | Tutte       |
| GDL Racing          | BMW 550i E60    | 69  | Kristian Ghedina     | Tutte       |
| CAAL Racing         | BMW M5 E39      | 19  | Marco Gregori        | 2, 4, 7     |
| CAAL Racing         | BMW M5 E39      | 19  | Romano Fortunati     | 5           |
| CAAL Racing         | BMW M5 E39      | 19  | Stefano Bonello      | 6           |
| CAAL Racing         | BMW M5 E39      | 19  | Corrado Canneori     | 6           |
| CAAL Racing         | BMW M5 E39      | 19  | Sergio Fiorelli      | 8           |
| CAAL Racing         | BMW 550i E60    | 54  | Giuliano Alessi      | Tutte       |
| CAAL Racing         | BMW M5 E39      | 56  | Moreno Petrini       | 1-6, 8      |
| CAAL Racing         | BMW M5 E39      | 56  | Gianni Martellucci   | 7           |
| CAAL Racing         | BMW M5 E39      | 58  | Romano Fortunati     | 1, 3        |
| CAAL Racing         | BMW M5 E39      | 58  | Leonardo Baccarelli  | 4, 7-8      |
| CAAL Racing         | BMW M5 E39      | 58  | Ivan Tramontozzi     | 6           |
| Santucci Motorsport | BMW M5 E39      | 33  | Roberto Benedetti    | 1, 3-4, 6-8 |

## Calendario
| Round | Circuito    | Data         | Serie         | Pole Position     | Giro più veloce   | Vincitore         | Team                |
| ----- | ----------- | ------------ | ------------- | ----------------- | ----------------- | ----------------- | ------------------- |
| 1     | Adria       | 1º aprile    | Italiano      | Alessandro Balzan | Alessandro Balzan | Alessandro Balzan | Jaguar Dealers Team |
| 2     | Monza       | 15 aprile    | Italiano, ISS | Alessandro Balzan | Massimo Pigoli    | Massimo Pigoli    | Jaguar Dealers Team |
| 3     | Magione     | 20 maggio    | Italiano      | Gianni Morbidelli | Gianni Morbidelli | Gianni Morbidelli | Audi Sport Italia   |
| 4     | Misano      | 14 luglio    | Italiano      | Gianni Morbidelli | Gianni Morbidelli | Gianni Morbidelli | Audi Sport Italia   |
| 5     | Nürburgring | 26 agosto    | Italiano, ISS | Gianni Morbidelli | Gianni Morbidelli | Gianni Morbidelli | Audi Sport Italia   |
| 6     | Adria       | 8 settembre  | Italiano, ISS | Rinaldo Capello   | Rinaldo Capello   | Gianni Morbidelli | Audi Sport Italia   |
| 7     | Vallelunga  | 16 settembre | Italiano, ISS | Gianni Morbidelli | Giorgio Sanna     | Gianni Morbidelli | Audi Sport Italia   |
| 8     | Monza       | 21 ottobre   | Italiano      | Gianni Morbidelli | Gianni Morbidelli | Gianni Morbidelli | Audi Sport Italia   |

Italiano= Campionato Italiano Superstars
ISS= International Superstars Series

## Classifiche

### Campionato Italiano Superstars
| Pos | Pilota               | ADR | MON | MAG | MIS | NUR | ADR | VAL | MON | Pts |
| --- | -------------------- | --- | --- | --- | --- | --- | --- | --- | --- | --- |
| 1   | Gianni Morbidelli    | DNS | Ret | 1   | 1   | 1   | 1   | 1   | 1   | 137 |
| 2   | Alessandro Balzan    | 1   | Ret | 4   | 11  | 3   | 5   | 4   | 2   | 85  |
| 3   | Giorgio Sanna        | DNS | 6   | 2   | 3   | 2   | Ret | 12  | 4   | 67  |
| 4   | Giuliano Alessi      | Ret | 3   | 3   | Ret | 4   | 3   | 2   | Ret | 66  |
| 5   | Massimo Pigoli       | 2   | 1   | 5   | 6   | 5   | Ret | 13  | Ret | 60  |
| 6   | Alessandro Battaglin | 4   | 2   | 8   | DNS |     | 4   | 5   | 3   | 58  |
| 7   | Kristian Ghedina     | 3   | 7   | 7   | 2   | 10  | 9   | 3   | Ret | 51  |
| 8   | Steven Goldstein     | DNS | 4   | 6   | 7   | 11  | 6   | 11  | DSQ | 26  |
| 9   | Roberto Benedetti    | Ret |     | Ret | 5   |     | Ret | 9   | 5   | 19  |
| 10  | Francesco Ascani     | DNS | 8   | Ret | 8   | 7   | Ret | 8   | 6   | 21  |
| 11  | Rinaldo Capello      |     |     |     |     |     | 2   |     |     | 18  |
| 12  | Moreno Petrini       | 6   | Ret | 9   | 9   | 6   | Ret |     | Ret | 16  |
| 13  | Marco Gregori        |     | 5   |     | 10  |     |     | 6   |     | 15  |
| 14  | Romano Fortunati     | 5   |     | DNS |     | 8   |     |     |     | 11  |
| 15  | Massimiliano Venturi |     |     |     | 4   |     |     |     |     | 10  |
| 16  | Mauro Simoncini      |     |     |     |     | 9   | 7   |     | 7   | 10  |
| 17  | Leonardo Baccarelli  |     |     |     | DNS |     |     | 7   | Ret | 4   |
| 18  | Maurizio Strada      |     | DNS |     |     |     |     |     | 8   | 3   |
| 19  | Corrado Canneori     |     |     |     |     |     | 8   |     |     | 3   |
| 20  | Gianni Martellucci   |     |     |     |     |     |     | 10  |     | 1   |
|     | Arturo Merzario      |     | Ret |     |     |     |     |     | WD  | 0   |
|     | Ivan Tramontozzi     |     |     |     |     |     | Ret |     |     | 0   |
|     | Sergio Fiorelli      |     |     |     |     |     |     |     | DNS | 0   |
|     | Stefano Bonello      |     |     |     |     |     | WD  |     |     | 0   |
| Pos | Pilota               | ADR | MON | MAG | MIS | NUR | ADR | VAL | MON | Pts |

| Colore  | Risultato             |
| ------- | --------------------- |
| Oro     | Vincitore             |
| Argento | 2º posto              |
| Bronzo  | 3º posto              |
| Verde   | Finito a punti        |
| Blu     | Finito senza punti    |
| Viola   | Ritirato (Rit)        |
| Viola   | Non classificato (NC) |
| Rosso   | Non qualificato (NQ)  |
| Nero    | Squalificato (SQ)     |
| Bianco  | Non partito (NP)      |
| Bianco  | Non ha gareggiato     |
| Bianco  | Infortunato (INF)     |
| Bianco  | Escluso (ES)          |
| Bianco  | Gara cancellata (C)   |

### International Superstars Series
| Pos | Pilota               | MON | NUR | ADR | VAL | Pts |
| --- | -------------------- | --- | --- | --- | --- | --- |
| 1   | Giuliano Alessi      | 3   | 2   | 1   | 1   | 75  |
| 2   | Alessandro Balzan    | Ret | 1   | 3   | 3   | 49  |
| 3   | Alessandro Battaglin | 2   |     | 2   | 4   | 41  |
| 4   | Kristian Ghedina     | 5   | 8   | 6   | 2   | 38  |
| 5   | Massimo Pigoli       | 1   | 3   | Ret | 10  | 35  |
| 6   | Marco Gregori        | 4   |     |     | 5   | 18  |
| 7   | Francesco Ascani     | 6   | 5   | Ret | 7   | 18  |
| 8   | Mauro Simoncini      |     | 7   | 4   |     | 14  |
| 9   | Moreno Petrini       | Ret | 4   | Ret |     | 10  |
| 10  | Corrado Canneori     |     |     | 5   |     | 8   |
| 11  | Roberto Benedetti    |     |     | 7   | 8   | 7   |
| 12  | Romano Fortunati     |     | 6   |     |     | 6   |
| 13  | Leonardo Baccarelli  |     |     |     | 6   | 6   |
| 14  | Gianni Martellucci   |     |     |     | 9   | 2   |
| 15  | Ivan Tramontozzi     |     |     | Ret |     | 1   |
|     | Arturo Merzario      | Ret |     |     |     | 0   |
|     | Maurizio Strada      | DNS |     |     |     | 0   |
|     | Stefano Bonello      |     |     |     | WD  | 0   |
| Pos | Pilota               | MON | NUR | ADR | VAL | Pts |

| Colore  | Risultato             |
| ------- | --------------------- |
| Oro     | Vincitore             |
| Argento | 2º posto              |
| Bronzo  | 3º posto              |
| Verde   | Finito a punti        |
| Blu     | Finito senza punti    |
| Viola   | Ritirato (Rit)        |
| Viola   | Non classificato (NC) |
| Rosso   | Non qualificato (NQ)  |
| Nero    | Squalificato (SQ)     |
| Bianco  | Non partito (NP)      |
| Bianco  | Non ha gareggiato     |
| Bianco  | Infortunato (INF)     |
| Bianco  | Escluso (ES)          |
| Bianco  | Gara cancellata (C)   |

### Team
| Pos | Team                | Auto | MON | NUR | ADR | VAL | Pts |
| --- | ------------------- | ---- | --- | --- | --- | --- | --- |
| 1   | CAAL Racing         | 19   | 4   | 6   | 5   | 5   | 126 |
| 1   | CAAL Racing         | 54   | 3   | 2   | 1   | 1   | 126 |
| 1   | CAAL Racing         | 56   | Ret | 4   | Ret | 9   | 126 |
| 1   | CAAL Racing         | 58   |     | 6   | Ret | 6   | 126 |
| 2   | Jaguar Dealers Team | 1    | 1   | 3   | Ret | 10  | 84  |
| 2   | Jaguar Dealers Team | 2    | Ret | 1   | 3   | 3   | 84  |
| 3   | GDL Racing          | 11   | 6   | 5   | Ret | 7   | 57  |
| 3   | GDL Racing          | 69   | 5   | 8   | 6   | 2   | 57  |
| 4   | Gass Racing         | 7    | 2   |     | 2   | 4   | 41  |
| 5   | Lanza Motorsport    | 5    | DNS | 7   | 4   |     | 14  |
| 5   | Lanza Motorsport    | 6    | Ret |     |     |     | 14  |
| 6   | Santucci Motorsport | 33   |     |     | 7   | 8   | 7   |
| Pos | Team                | Auto | MON | NUR | ADR | VAL | Pts |

| Colore  | Risultato             |
| ------- | --------------------- |
| Oro     | Vincitore             |
| Argento | 2º posto              |
| Bronzo  | 3º posto              |
| Verde   | Finito a punti        |
| Blu     | Finito senza punti    |
| Viola   | Ritirato (Rit)        |
| Viola   | Non classificato (NC) |
| Rosso   | Non qualificato (NQ)  |
| Nero    | Squalificato (SQ)     |
| Bianco  | Non partito (NP)      |
| Bianco  | Non ha gareggiato     |
| Bianco  | Infortunato (INF)     |
| Bianco  | Escluso (ES)          |
| Bianco  | Gara cancellata (C)   |